# ジョディ・テイラー (ポルノ女優)
ジョディ・テイラー（Jodi Taylor、1991年7月25日 – ）は、アメリカ合衆国の元ポルノ女優。

## 来歴
オレゴン州ポートランドで生まれたが、アイダホ州の小さな都市で育った。若い頃は水泳とマーシャルアーツを習い、11歳の時に牧場で仕事をする見返りに乗馬の指導を受けた。その後は、ポルノ映画界入りする以前にダンキンドーナツの店員として働いていた。
2012年に20歳でポルノ映画デビュー、イービル・エンジェル、Bang Bros、Naughty Americaなどの有名スタジオで働いた。最初の映画はゴンゾポルノの『Calling All Asses 2』とレズビアンの『Sugar Mamas』であった。2013年、『Anal Sweetness』で初のアナルセックスシーンを撮影した。
280本以上の映画に出演した後、2018年にポルノ業界から引退した。

## 出演作の一部
- 2012: Calling All Asses 2
- 2012: Sugar Mamas
- 2013: Anal Sweetness 1
- 2013: E.T. XXX: A DreamZone Parody
- 2013: Seduction of Riley Reid
- 2013: Sloppy Cocksuckers
- 2014: Anal Cuties 1
- 2014: Cape Fear XXX
- 2014: Spontaneass 2
- 2015: Anal Buffet 11
- 2015: Lex Is Up Her Ass
- 2015: New Beginnings
- 2015: Wanted

## 受賞
- 2015年 Spank Bank Technical Awards "Best Cum Covered Grin"[6]
- 2015年 Spank Bank Technical Awards "Brainiac Bimbo of the Year"[6]
- 2016年 Spank Bank Technical Awards "Tumblr Tramp of the Year"[7]